# Ліонська унія

## Ліонська унія 1274 року
Політичний стан Візантії в XII ст. був дуже важким, зі сходу наступали турки — османи, які потроху завойовували землі нікейської імперії. Від попередніх воєн цю відрізняло те, що набіги із метою взяття здобичі припинилися, натомість було розпочато тотальну війну на знищення одного із противників. В 1261 році імператор Михаїл III Палеолог таки нарешті вигнав латинян із Константинополя хоча ніхто йому в цьому не допоміг а обіцяна генуєзька флотилія запізнилася прибувши вже після перемоги ромеїв. Останній латинський імператор Балдуїн II вигнаний з Константинополя, знайшов собі спільника по нещастю в особі папи Урбана IV, який теж був незадоволений тією поразкою, що її зазнали новоявленні хрестоносці. Він навіть відлучив генуезців від церкви за спробу допомогти грекам а сам став збирати новий хрестовий похід на Константинополь неприховуючи своєї мети — встановлення латинського панування на Сході вже не через панування в святій землі а через підкорення Візантійської імперії.
Тесть Балдуїна II, король Карл Анжуйський, володар Неаполя та Сицилії, приєднався до противників Візантії і в 1269 р. із свого боку пішов наступом на імперію. До тогож з півночі Візантії продовжувало продовжувати III болгарське царство. Таким чином положення грецького імператора було надзвичайно важким, він бачив одну тільки дорогу до полегшення ситуації лише через унію з папою, хоча б примусову і не канонічну, але необхідну для того щоб втримати від загибелі свою державу. З моменту розколу між християнськими церквами Сходу і Заходу пройшло вже багато часу, проте на це було вирішено не звертати особливої уваги і досягти єдності церков за будь-яку ціну.
Поділ церков, що стався 1054 р., був підготовлений подіями, що беруть свій початок майже із II ст. і саме через це він виявився кінцевим. Період хрестових походів, який розпочався в тому ж таки XI ст. ще більше поглибив кризу між Сходом і Заходом так як оголив мрію папи — заволодіти будь — якою ціною Сходом і Східною Церквою.
Папство незважаючи на свої невдалі спроби досягти влади в східному регіоні незалишало надії виправити ситуацію, особливо в цей час коли Візантія досить сильно потерпала від оточуючих її ворожих сил.
Ці надії підживлювали хрестоносці, які так вдало використали ідею хрестових походів для досягнення власних цілей і в своєму мілітаристському запалі мріяли знову повернутись на береги Босфору. Але папа не міг чекати зручного часу коли весь православний Схід добровільно прийде в підпорядкування Римській кафедрі. Безсилля Візантії яке було спричинене навалою незчисленних орд турок-османів зі сходу і хрестоносців із заходу, давало папам надію на можливість підпорядкування собі Східної Церкви. Все це добре знало і пам'ятало з недавніх подій населення Візантійської імперії і як буде видно далі, воно нізащо не хотіло миритися із Римом вкотре переконавшись, що в найважчу добу їх рідної країни, папи були запеклими ворогами Візантії.
Проте спроб хоча б зовнішнього поєднання обох церков папи не залишали. Так вже на початку хрестових походів папа Урбан ІІ скликав собор в місті Барі в 1098 р., домінуючим питанням якого був пошук шляхів приєднання православних греків до римського престолу, а найперше тих, які заселювали долішню Італію. В цьому напрямку багато працював красномовний Ансельм, архієпископ Кентерберійський, відомий богослов, основоположник схоластики. Собор справді мав успіх. Трохи пізніше папа Пасхалій ІІ в 1113 р. посилав до Константинополя свого легата Петра Гросулана, архієпископа Міланського, який вів з греками диспути на яких ставилося теж саме питання — шляхи поєднання Церков, але справа була безуспішна, бо католики хотіли не поєднання а підкорення собі Східної Православної Церкви [12, c.162].
Зрештою папа Інокентій III (1130—1143 рр.) визнав, що між Сходом і Заходом постала неперехідна прірва, яку хрестові походи і всі ці спроби об'єднання з боку Риму тільки збільшили. Він визнав також і те, що церкви об'єднатися в тих умовах як це було до розколу вже не можуть, бо віровчительні і навіть обрядові різниці між ними надто великі. Усе це докладно було викладено ним на Латеранському соборі 1215 р. Рішення проблеми яке запропонував папа було дещо нове для того часу — це унія. Під словом «унія» спочатку розумілося просте поєднання двох церков, над якими буде зверхником папа, при чому кожна з них може залишитися при своєму попередньому церковному житті і при своїх обрядах. Греки мали б прийняти примат папи а все інше, обряди і богослужіння, могли залишатися незмінними.
1274-го року від імператора Михаїла VIII в Ліон на чолі посольства поїхав великий логофет Георгій Акрополіт і патріарх Герман Ш. Грецьке духовенство на попередньому зібранні в Константинополі, ухвалило представити папі акт, у якому висловило своє бачення нав'язаної імператором унії на таких умовах — Візантійська церква визнавалася незалежною від Римської, предстоятель якої, погоджувались греки, вважався першим єпископом у всій Христовій Церкві і мав згадуватися за богослужінням, також всі догмати та обряди православних повинні були залишатися без змін [21, с.62-64].
Однак четверте засідання Ліонського собору, яке було власне присвячене питанню можливості заключення унії греків з латинянами перекреслило сподівання перших. Папа відразу заявив, що раз греки добровільно перейшли в унію, то всяку дискусію з приводу різниці між віровченням церков він забороняє, далі папа зачитавши лист від імператора Михаїла та його сина Андроніка, в якому вони виявляли повну покору папському рішенню, яким би воно не було, відмовив грецькому духовенству в проханні залишити їм у вжитку Символ Віри без Філіокве. Греки були змушені механічно підписатиакту поєднання церков на умовах запропоновавших Римом, отримавши відмову в своїх незначних проханнях.
6 липня 1274 року в Ліонському кафедеральному соборі відбулася остання офіційна урочистість з нагоди проголошення унії. Великий логофет Георгій Акрополіт присягнувся на вірність папі від свого імені та від імені грецького народу визнавши першість папи в справах Церкви. Папа оголосив Ліонський собор 1274 р. VIII Вселенським Собором не дивлячись на те, що на ньому не було представників від інших трьох східних патріархатів. Під впливом католицького прийшлого елементу, який становив в зайнятих хрестоносцями провінціях Візантії більшість, деяка частина населення пішла на це нове об'єднання, тобто на унію. Але таких було дуже мала кількість оскільки більшість трималися своєї батьківської віри — православ'я, поводячись при цьому із перебіжчиками як із звичайними зрадниками та розкольниками єдиної Христової Церкви та єретиками.
Унія справді виявила себе зрадою традиціям та основам віри Східної Церкви та взагалі православ'я тому, що вела їх до підкорення католицькій доктрині виключаючи будь-яке інше поєднання, крім повного підкорення папі інославних і подальшого їх переходу на відповідну систему віровчення. Власне це стало найбільшою перешкодою до правдивого поєднання в братній християнській любові [7, с.365-367].
Політична криза в якій опинилась Візантія в XII ст. поглиблювалася тим, що замість допомоги Візантійській імперії в її боротьбі із мусульманами хрестоносці несли грекам і Православній Церкві руїну а папа не тільки не стримував нападників, але і благословляв їх «працю» висуваючи як ультиматум вимогу унійного об'єднання. Таким чином болюче питання поєднання, або власне підпорядкування Східної церкви Західній набувало політичного забарвлення, але аж ніяк не соціального тому, що про унію найбільше клопоталися імператори, а простий народ виступав завжди проти.
Підтримував задум імператора лише один Іоан Век, майбутній Константинопільський патріарх «тоді як столичне духовенство будучи переконане в єретичності католиків, навідріз відмовлялося від спілкування із ним» [12, с.123]. Народ скрізь повставав проти уніатів, проклинав їх, відмовляючись приймати св. Таїнства від прийнявших унію священників. Таким чином уніатами залишились імператор Михаїл, патріарх Іоан Векк (1275—1282 рр.) та незначна кількість духовенствав Константинополі, яка підтримувала об'єднання із Римом задля досягнення власної вигоди від цього. Не сподіваючись такому сильному опору своїм ідеям імператор спочатку перебував в замішанні, потім намагався схилити на свій бік противників улестивши їх щедрими обіцянками, а коли це недопомогло він вдався до репресій. В Східній Церкві постала смута приводячи дух багатьох в замішання.
Разом з грецьким посольством із Ліону до Константинополя прибули й папські легати, які привезли імператору послання Григорія X, в якому йшлося про примирення Карла Анжуйського із Михаїлом VIII і благословення папи. Але Константинопольський патріарх Йосиф довідавшись про умови заключення унії, рішуче не погодився із нею розіславши всім східним патріархам сво окружне послання в якому закликав їх не приймати силою накиненої угоди. Дізнавшись про це імператор розгнівався і змусив патріарха Йосифа тогож 1274 року «добровільно» покинути патріарший престіл [14, с.62-63].
Довший час імператор не міг знайти ставленика на столичну кафедру, поки зрештою Іван Векк не погодився зайняти її. Зарекомендувавши себе ще раніше як прихильник унії він з великою ревністю взявся впроваджувати волю імператора в церковне життя: поминав на Божесвенній літургії папу, висвячував на єпископів прихильників унії і розсилав їх по містах імперії, змушував народ ходити до уніатських церков видавши наказ позакривати православні храми.
Така ситуація тривала до часу воцаріння Андроніка II Старшого(1282—1338), сина імператора Михаїла VIII. Той тримаючись православ'я перейшов в опозицію унії давши Церкві повну свободу дій в цій площині. Саме він підготував скасування унії що була проголошена в м. Ліоні скликавши для цього в 1283 р. в Константонополі собор. Спочатку він скинув із патріаршого престолу Іоана Векка, який втім почав вимагати, щоб його судив не імператор а собор. Отці собору осудивши унію і оголосивши її не дійсною на території імперії закликали патр. Іоана привселюдно зректися своїх поглядів і діставши відмову, заслали його в монастир в місто Прусу. Також собор осудив і декого із духовенства, навіть тих що прийняли унію насильно.
Після собору 1283 р. імператор почав робити все, щоб загладити болючі сліди невдалої унії. Храм св. Софії, як осквернений патріархом — уніатом було пересвячено також пересвятили ті храми, де служили уніати. Того ж року на патріарший престіл було обрано нового патріарха Григорія ІІ Кіпрського (1283—1289), в хіротонії якого брали участь тільки ті єпископи, які не мали жодних стосунків із латинянамиі і не співслужили з уніатами.
Таким чином, Ліонська унія 1274 року стала штучним політичним витвором імператора Михаїла VIII Палеолога, внаслідок чого була цілком неприйнята широким загалом візантійців, через що і була скасована. Обман до якого вдався на Ліонському соборі папа на довший час викликав відразу до всякого роду подібних об'єднань у греків. Замість об'єднання в Єдину Христову Церкву унія принесла ще більшу ворожнечу між Заходом і Сходом в християнському світі, поглибивши кризу влади у Візантії